# Ю Дже Ду
Ю Дже Ду (кор. 유제두; род. 25 апреля 1948, Сеул) — южнокорейский боксёр, представитель средних весовых категорий. Выступал на профессиональном уровне в период 1968—1978 годов, владел титулом чемпиона мира по версии Всемирной боксёрской ассоциации (WBA).

## Биография
Ю Дже Ду родился 25 апреля 1948 года в Сеуле, Южная Корея.
Дебютировал в боксе на профессиональном уровне в октябре 1968 года, отправив своего соперника в нокаут в третьем раунде. Выиграв несколько поединков против таких же дебютантов, в августе 1969 года потерпел первое в карьере поражение — техническим нокаутом в седьмом раунде от соотечественника Им Бён Мо (12-2-2).
Несмотря на проигрыш, Ю продолжил активно выходить на ринг, одержал ряд побед в рейтинговых поединках, в 1971 году завоевал титул чемпиона Южной Кореи в среднем весе и вскоре стал чемпионом Восточной и тихоокеанской боксёрской федерации (OPBF). Впоследствии достаточно долго удерживал титул OPBF, защищал его 15 раз, выиграв у многих сильных представителей своего дивизиона.
Благодаря череде удачных выступлений в 1975 году удостоился права оспорить титул чемпиона мира в первом среднем весе по версии Всемирной боксёрской ассоциации (WBA), который на тот момент принадлежал японцу Коити Вадзиме (30-3-1). Ю отправился в Японию и нокаутировал своего соперника в седьмом раунде, забрав чемпионский пояс себе. Кроме того, победа в этом бою дала ему статус линейного чемпиона мира в первом среднем весе.
Полученный титул защитил один раз, выиграв нокаутом у другого японца Масахиро Мисако (15-4). В рамках второй защиты в феврале 1976 года вновь встретился с Коити Вадзимой и на сей раз сам оказался в нокауте, лишившись пояса чемпиона.
Оставался действующим боксёром вплоть до 1978 года, сконцентрировавшись на защите своего титула OPBF в средней весовой категории. Ю Дже Ду является рекордсменом по количеству защит этого титула — в течение семи лет он отстоял пояс OPBF 21 раз. В общей сложности провёл на профи-ринге 55 боёв, из них 50 выиграл (в том числе 29 досрочно), 3 проиграл, тогда как в двух случаях была зафиксирована ничья.